# Lycée Albert Premier
El Lycée Albert Premier es una escuela secundaria pública de prestigio fundada en 1910 en el Principado de Mónaco. La escuela ofrece cursos de acuerdo con el currículo establecido por la Dirección Francesa de Educación Nacional, Juventud y Deportes. Se encuentra ubicado en el barrio de Monaco-Ville en la Roca. El edificio principal fue construido entre 1665 y 1675 como convento de las niñas nobles, como había solicitado Catherine-Charlotte de Gramont, esposa de Luis I. Hoy, el monasterio todavía muestra bóvedas de este período. Durante la Revolución Francesa, el convento fue transformado en cuartel de las tropas sardas. Ocuparon los edificios hasta el 18 de julio de 1860 cuando el gobierno del rey de Cerdeña en el Principado terminó. Durante los siguientes 10 años, los edificios estuviero vacíos, hasta que, el 31 de mayo de 1870, un grupo de jesuitas italianos comenzaron a utilizarlos para ofrecer cursos universitarios abiertos. Esto duró hasta 1910.
Buscando una alternativa secular para las escuelas religiosas, Alberto I de Mónaco, un eminente científico, fundó la "Escuela de Mónaco" en septiembre de 1910 También fundó el Museo Oceanográfico de Mónaco que se encuentra al frente de la escuela secundaria, en el mismo año.